# Chaba
Chaba (také Hor-Chaba) byl egyptský faraon 3. dynastie v období Staré říše. Vládl pravděpodobně kolem roku 2670 př. n. l., ale přesná datace jeho vlády není známa.
Na základě archeologických nálezů kamenných mís a pečetí, na kterých je faraonovo jméno uvedeno, je jeho existence dobře doložena. Chabova vláda je bezpečně datována do třetí dynastie, jeho přesná chronologická pozice v dynastii je však stále sporná. Tyto nejasnosti vznikly především v královských seznamech, které byly sestaveny dlouho po Chabově smrti, zvláště v období Nové říše za 20. dynastie, a které si mezi sebou často odporují. Není rovněž známé, v jaké hrobce byl Chaba pohřben. Jedna z hypotéz tvrdí, že mu patří nedokončená pyramida v Záwíjit el-Arján, známá jako Vrstvená pyramida. Podle jiné hypotézy je pohřben v mastabě Z500 poblíž Vrstvené pyramidy, kde bylo nalezeno mnoho kamenů nesoucích Chabovo jméno.

## Zmínky
Chabův serech (část Horova jména) se objevuje na povrchu devíti leštěných kamenných misek, vyrobených z magnezitu, travertinu a dioritu, nalezených v archeologických lokalitách Záwíjit el-Arján, Abúsír a Naga-ed-Deir. Většina misek byla nalezena v neporušeném stavu.
Dalším dokladem o Chabově existenci jsou nálezy pečetí s jeho jménem. Jedná se o nálezy z Quesny, ze Záwíjit el-Arján, Nechenu a z Elefantiny, kde bylo pečetí nalezeno nejvíce. Z těchto pečetí jsou zachovány pouze malé fragmenty a jejich povrch v průběhu let zdrsněl. Pouze na jedné pečeti je dobře čitelný výčet Chabových jmen a královských titulů. Tato pečeť se dnes nachází v Petrijském muzeu egyptské archeologie.

### Královské seznamy zNové říše

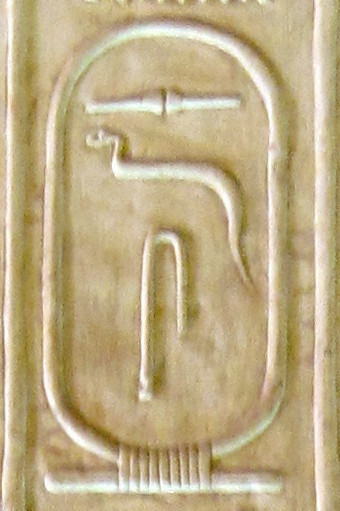
Sedžes, pravděpodobně Chaba, na Abydoském královském seznamu

Abydoský královský seznam uvádí faraony ze 3. dynastie v pořadí „Nebka, Džoser, Teti, Sedžes a Neferkare“. Naproti tomu Turínský královský papyrus uvádí pořadí „Nebka, Džoser, Džoserteti, Hudžefa II. a Hunej“. V Sakkárském královském seznamu je pořadí „Džoser, Džoserteti, Nebkarê a Hunej“. Starověký historik Manehto uvádí „Necheróphes, Tosorthrós, Týreis, Mesôchris, Sôÿphis, Tósertasis, Achês, Séphuris a Kerpherês“. Egyptolog Iorwerth Eiddon Stephen Edwards ztotožňuje Chabu se jménem Teti v Abydoském královském seznamu. Wolfgang Helck a Aidan Dodson však Chabu identifikují se jménem Sedžes a rovněž se jménem Hudžefa II. uvedeném v Turínském královském papyru. Obě jména jsou ve skutečnosti náhradními výrazy pro nečitelné jméno (Sedžes = vynecháno, Hudžefa = smazáno). Turínský královský papyrus uvádí délku vlády Hudžefa II. šest let. Existují i hypotézy, že Chaba může být totožný s Hunejem. Toto jméno je připsáno poslednímu vládci 3. dynastie. Rainer Stadelmann, Nicolas Grimal, Wolfgang Helck a Toby Wilkinson poukazují na pyramidu v Záwíjit el-Arján, nazývanou jako Vrstvená pyramida, která je připisována Chabovi, přičemž Stadelmann a Wilkinson tvrdí, že král Hunej se stavby pyramidy musel účastnit. Turínský královský papyrus připisuje Hunejovi vládu dlouhou 24 let. Stadelmann navíc poukazuje na pečetě z Elefantiny, které byly nalezeny v blízkosti zdejší malé stupňovité pyramidy, již údajně postavil Hunej.
Není také známo, pod jakým helenizovaným jménem je Chaba uveden v Manehtově seznamu králů; uvažuje se o jménech Mesôchris nebo Sôÿphis. Wolfgang Helck a Eberhard Otto však spojují obě jména s králem Nebkou.

## Královské tituly
Z Chabových královských titulů jsou známy jen zlatý Hor a serech. Jeho prenomen a jméno obou paní doloženy nejsou. Chaba je jedním z mála králů raného dynastického období a období Staré říše s archeologicky prokázaným zlatým Horem. Kromě něj je zlatý Hor ještě znám u faraonů Snofrua, Džera, Dena, Ninecera, Chasechemueje a Džosera. Od Snofruovy vlády (cca 2670–2620 př. n. l.) se jméno zlatého Hora stalo pevnou součástí královské titulatury každého faraona. Chabův zlatý Hor lze nalézt na několika pečetích, ačkoli jeho správné čtení a jeho význam není stále jistý. Peter Kaplony jej čte jako Nub-iret nebo Nub iret-džedef, protože si není jist, zda je džedef součástí zlatého Hora, anebo další královský titul. Thomas Schneider a Jürgen von Beckerath čtou Chabův zlatý Hor jako Netžer-nub, což znamená „zlatý sokol“.

## Vláda
Kvůli rozporům v seznamech králů z Nové říše a nedostatku dobových zmínek zůstává přesná chronologická pozice Chaby v 3. dynastii nadále sporná. Egyptolog Nabil Svelim uvádí, že Chaba mohl být přímým nástupcem krále Chasechemueje, posledního vládce 2. dynastie. Jeho hypotéza vychází z podobnosti mezi oběma jmény, které začínají slabikou „cha“. Tato teorie však není dalšími egyptology příliš přijímána.
Nicolas Grimal, Wolfgang Helck, Toby Wilkinson a Rainer Stadelmann poukazují na to, že během 3. dynastie bylo na královských kamenných mísách obvykle uváděno pouze Horovo jméno faraona bez jakýchkoli jiných nápisů. To je také případ kamenných misek krále Chaby. Tento styl výzdoby byl praktikován ještě za Snofrua, zakladatele 4. dynastie. Proto se tito badatelé domnívají, že Chaba vládl na konci 3. dynastie, blíže ke 4. dynastii.
Jistota nepanuje ani v určení přesné délky trvání Chabovy vlády. Pokud by byl Chyba totožný s panovníkem uvedeným v Turínském královském papyru pod označením Hudžefa II., stál by v čele Egypta po dobu šesti let, jak uvádí tento zdroj. Kdyby byl Chaba totožný s králem Hunejem, vládl by podle stejného zdroje 24 let.
Současná archeologická situace neposkytuje o Chabově vládě bližší informace. Pečetě nalezené na Elefantině svědčí pouze o tom, že byl tento ostrov za Chabovy vlády významným místem.

## Hrobka

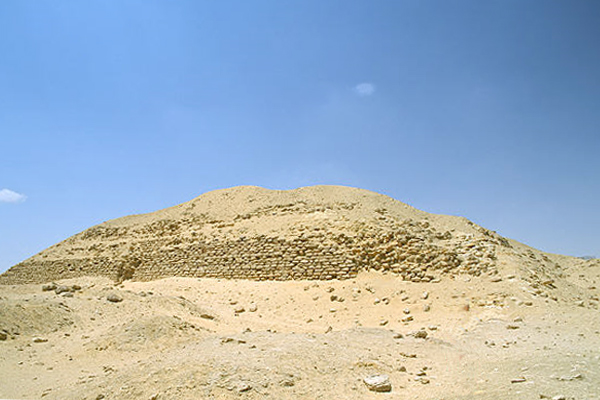
Vrstvená pyramida v Záwíjit el-Arján

Chabovi je připisována nedokončená Vrstvená pyramida v Záwíjit el-Arján, asi 8 kilometrů od Gízy. Konstrukce pyramidy má typické, cihlové zdivo pro 3. dynastii, a to s cihlami uspořádanými ve vrstvách kolem jádra z drsných bloků z místního podloží. Výška pyramidy měla zřejmě dosahovat 42 až 45 metrů, současná výška je však pouze 17 metrů. Není jasné, zda se část pyramidy v průběhu času rozpadla, nebo zda nebyla nikdy dokončena. V pyramidě a jejím bezprostředním okolí nebyly nalezeny žádné nápisy, zato v nedaleké mastabě známé pod označením mastaba Z500 bylo objeveno mnoho kamenných misek s Chabovým serechem. Ačkoli jsou tyto nálezy některými badateli prezentovány jako důkaz, že byl Chaba vlastníkem pyramidy, může to naopak také znamenat, že Chaba byl pohřben právě v mastabě a v pyramidě byl pohřben jiný, neznámý faraon. Nabil Svelim připisuje Vrstvenou pyramidu panovníkovi 3. dynastie Neferkovi.

## Ostatní stavby zChabovy vlády

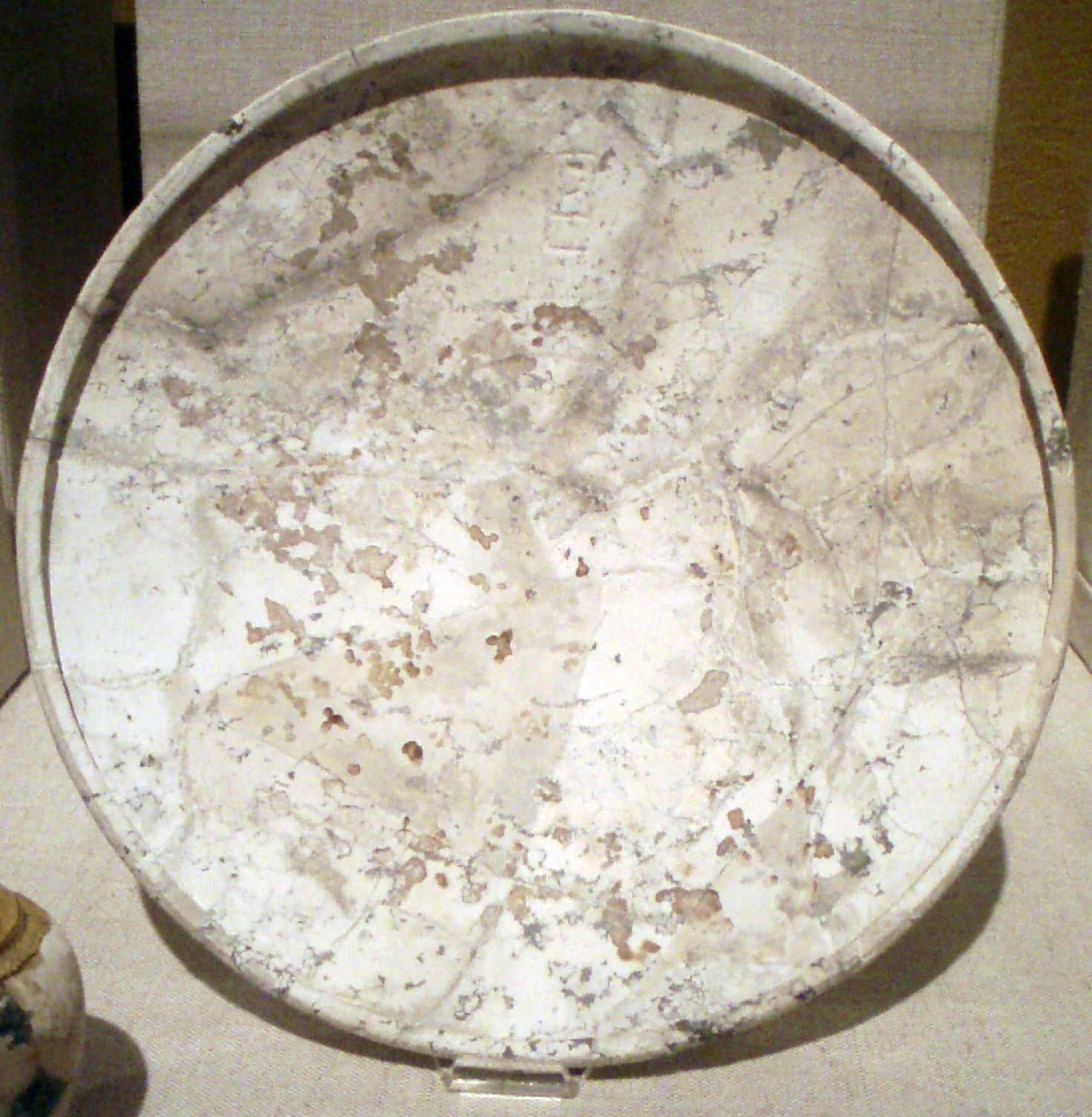
Dolomitová mísa s Chabovým serechem

Pouze dvě mastaby jsou bezpečně datovány do období Chabovy vlády. První z nich označená jako mastaba Z500 se nachází u Záwíjit el-Arján. Leží přibližně 200 metrů severně od Vrstvené pyramidy a má jihoseverní orientaci. Mastaba je vystavěná z cihel a nachází se v ní dvě velké komory s atypickou architekturou. Z tohoto důvodu někteří egyptologové, jako například Nabil Svelim, uvádějí, že mastaba Z500 byla ve skutečnosti zádušním chrámem patřící k pohřebnímu komplexu Vrstvené pyramidy. Datování budovy do období Chabovy vlády je založeno na dioritových a dolomitových miskách a na fragmentech pečetí nalezených v mastabě, na kterých je přítomen Chabův serech.
V roce 2010 byla v Quesně objevena mastaba o délce 14 metrů a šířce 6 metrů. V její spodní konstrukci se nachází tři metry široká koridorová kaple, rozdělená do tří úseků: první (severní) část je zaplněna sutí, ve druhé (centrální) části je pohřební komora a ve třetí (jižní) části se nachází pohřební šachta. V roce 2014 zde byly objeveny malé fragmenty pečetí s Chabovým jménem. Skutečný majitel hrobu však není znám. Archeologický výzkum mastaby dosud nebyl ukončen.